# ساندرا كيم
ساندرا كيم (بالفرنسية: Sandra Kim)‏ (و. 1972  م) هي مغنية بلجيكية، شاركت في مسابقة الأغنية الأوروبية 1986.

## وصلات خارجية
- ساندرا كيم على موقع IMDb (الإنجليزية)
- ساندرا كيم على موقع ميوزك برينز (الإنجليزية)
- ساندرا كيم على موقع ديسكوغز (الإنجليزية)
- ساندرا كيم على موقع قاعدة بيانات الفيلم (الإنجليزية)

- ساندرا كيم في قاعدة بيانات الأفلام على الإنترنت